# Синиця велика
Сини́ця вели́ка (Parus major) — невеликий птах родини синицевих. В Україні звичайний осілий вид.
Народні назви: зінзівер, синиця-коник, сикора.

## Опис
Розміром з горобця. Маса тіла 16-21 г, довжина тіла близько 14 см. У дорослого самця щоки білі; на потилиці невелика жовтувата пляма; інше оперення голови, горло, широка смуга посеред вола, грудей, черева і підхвістя чорні, на голові з полиском; спина оливково-зелена; надхвістя сіре; на сизувато-сірих покривних перах крила біла смуга; воло, груди та черево яскраво-жовті; махові пера бурі, з жовтуватою облямівкою; центральна пара стернових пер блакитно-сіра, крайня пара — біла, інші — сірувато-бурі, з домішкою білого на кількох передостанніх перах; дзьоб чорний; ноги темно-сірі. У дорослої самки чорна смуга на грудях і череві значно вужча; жовта барва в оперенні нерідко блідіше. Молодий птах тьмяніший; вузька темно-сіра смуга лише на горлі, волі та грудях.

## Розповсюдження
Північно-західна Африка від західного Марокко на схід до північно-західного Тунісу. На північ до узбережжя Середземного моря. На південь до Високого Атласу, Сахарського Атласу і північно-західного Тунісу. Євразія від Скандинавії та західного узбережжя Піренейського півострова на схід до західного узбережжя Охотського моря, Буреїнського хребта (імовірно), в долині Амура до 131-го меридіана. На північ в Скандинавії та Фінляндії до 68-ї паралелі, до середньої частини Кольського півострова.
Далі на схід північна межа ареалу простягається від району Архангельська до верхів'їв Печори. У басейнах Обі, Єнісею і в долині Лени на північ до 61-ї паралелі. У позагніздовий час вид багаторазово реєструвався в басейні Вілюя в області 63-й паралелі. На південь до узбережжя Середземного моря, південного узбережжя Малої Азії, по східному узбережжю Середземного моря на південь до його південно-східного кута, до північної Сирії, північного Іраку, гір Загрос (до їх південно-східного краю), до Ельбурса (на схід тут до східного краю хребта). На схід від Каспійського моря на південь в долині Уралу і в північному Казахстані до 51-ї паралелі, до району Каркаралінска, Джунгарского Алатау, Монгольського Алтаю, Хангу, Кентею, північної частини Великого Хінгану, долини середнього Амура, імовірно Малого Хінґану, долини Уди. Також Британські острови, Балеарські острови, Корсика, Сардинія, Сицилія, Крит та Кіпр.

## Особливості біології

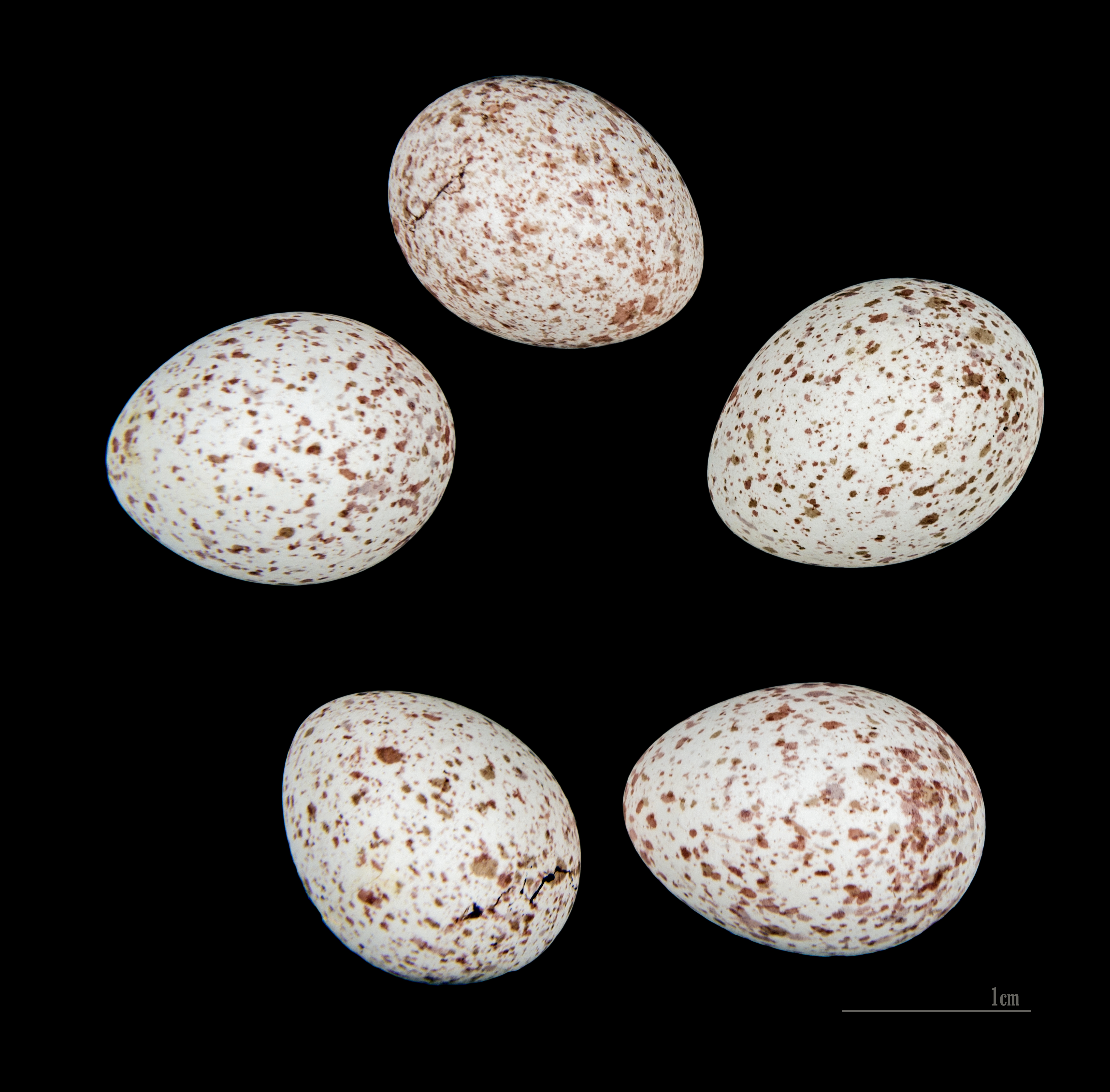
Кладка великої синиці

Оселяється в найрізноманітніших за характером біотопах, особливо під час сезонних кочівель — від прибережних заростей очерету та рогозу — до внутрішніх кварталів старих лісів; взимку часто у зграях інших видів синиць відвідує місця штучної підгодівлі в населених пунктах.
Гніздиться в дуплах або шпаківнях, іноді в норах, щілинах будівель, старих гніздах великих птахів. Гніздо мостить з корінців, травинок, моху, вистеляючи шерстю та пір'ям. За літо буває дві кладки. Кладка з 10—14 білих з червоно-коричневими плямами яєць, наприкінці квітня. Менш ніж через два тижні вилуплюються пташенята, які через три тижні вилітають з гнізда.
Раціон складають комахи та їх личинки, павуки; у зимовий період також насіння переважно хвойних порід дерев, трав'янистих рослин тощо.